# Erich Kapitzke

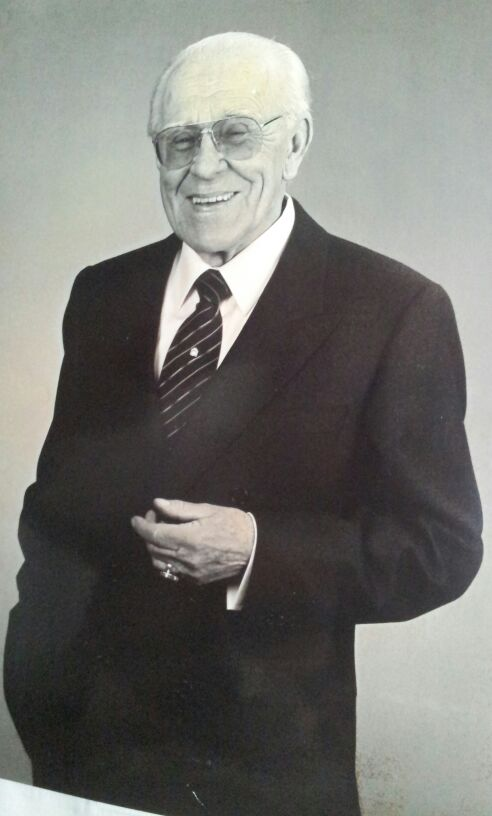
Erich Kapitzke (1991) mit Schinkel-Ring

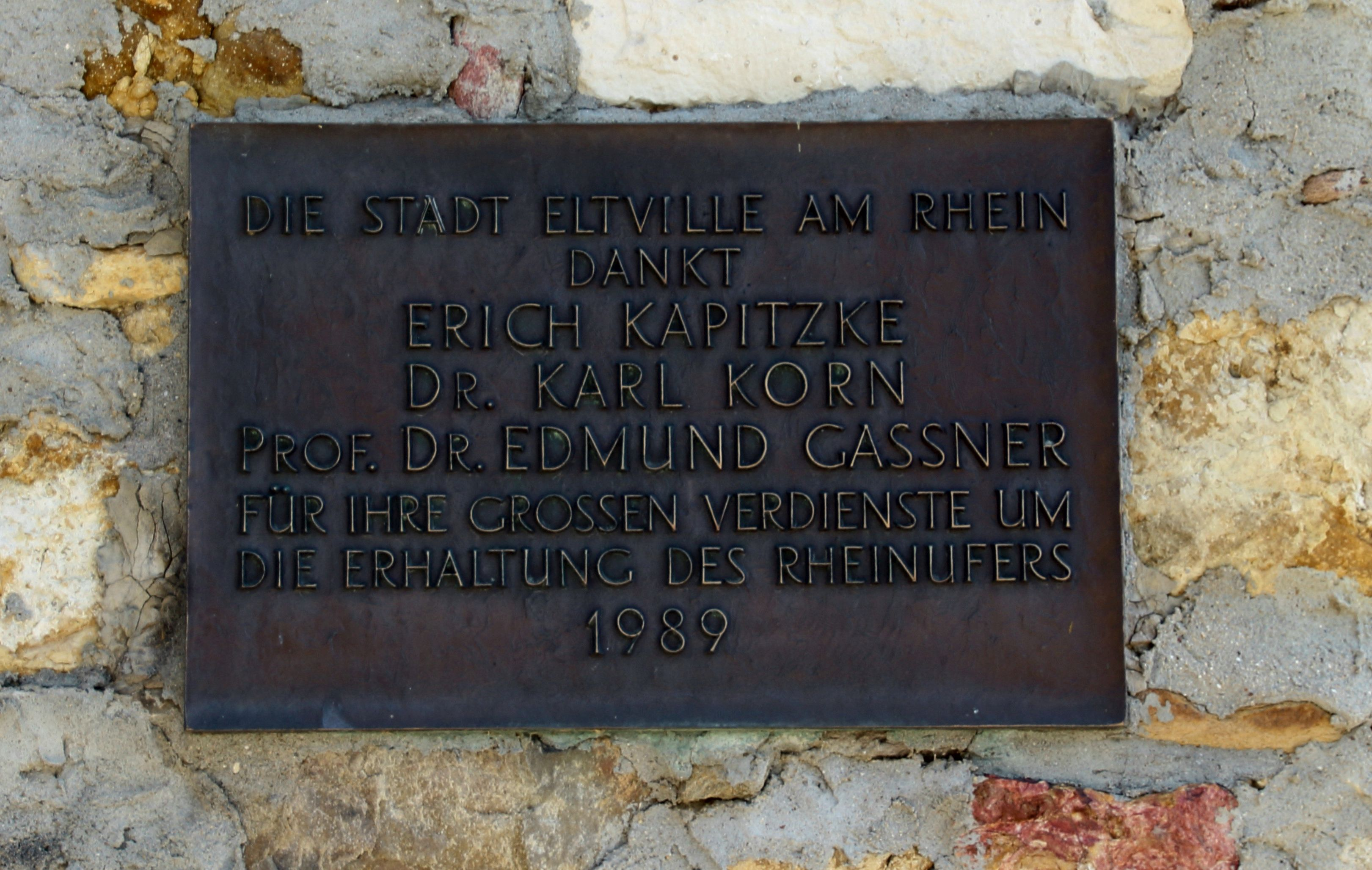
Gedenktafel an der Burg Eltville

Erich Kapitzke (* 17. Mai 1906 in Baden-Baden; † 11. November 1991 in Eltville am Rhein) war ein deutscher Industriemanager und Umweltaktivist. Er war Gründer und Sprecher der ersten bundesdeutschen Bürgerinitiative.

## Leben
Erich Kapitzke wuchs in Baden-Baden auf. Nachdem er 10 Jahre lang in einem badischen Bankhaus tätig gewesen war, arbeitete er anschließend ein Jahrzehnt in einem Großunternehmen der Genussmittelindustrie in Berlin. Ende der 1930er Jahre führte ihn sein beruflicher Werdegang nach Eltville am Rhein, wo er drei Jahrzehnte lang als Geschäftsführer bzw. kaufmännischer Direktor der Sektkellereien Matheus Müller KGaA (MM Sekt, heute ein Produktionsstandort der Rotkäppchen-Mumm Sektkellereien) und Gebr. Hoehl GmbH (heute Teil der Unternehmensgruppe Bernard-Massard) arbeitete. 1958 gründete er den Verein zum Schutz der Eltviller-Wallufer Rheinuferlandschaft, der als die erste Bürgerinitiative in der Bundesrepublik Deutschland gilt. Die Initiative kämpfte gegen die Trasse einer autobahnähnlich geplanten Schnellstraße, die seit den 1950er Jahren direkt am Rheinufer entlang geplant war.
Der Streit um den Bau der Umgehungsstraße eskalierte, als Minister Karry 1974 den Planfeststellungsbeschluss anordnete und die sofortige Vollziehbarkeit der Bauarbeiten anordnete. Neben dem juristischen Weg intensivierten Kapitzke und seine Mitstreiter im Verein zum Schutz der Eltviller-Wallufer Rheinuferlandschaft nun nochmals die Öffentlichkeitsarbeit. Neben unzähligen Zeitungsanzeigen und Berichten wurden nach eigenen Angaben allein in dieser Zeit 1500 Briefe an deutsche Politiker und Persönlichkeiten geschrieben. 1976 hob ein Gericht den „sofortigen Vollzug“ und wenig später der hessische Verkehrsminister Heinz-Herbert Karry den Planfeststellungsbeschluss für die Rheinuferlösung aufgrund des großen Widerstands in der Bevölkerung auf. Am 18. August 1989 wurde eine vierspurige Umgehungsstraße eröffnet, die nördlich um Walluf und Eltville herumführt, um die Ortskerne vom Durchgangsverkehr zu entlasten. Dabei durchschneidet sie Weinberge und quert Täler. Seinen langjährigen Kampf hat Kapitzke in 52 großen Fotoalben dokumentiert, die er dem Hessischen Staatsarchiv in Wiesbaden übergab. Versehen sind diese mit den Worten „Daher ist das erste Gebot, darauf zu achten, daß keine Dokumente, die unangenehm geworden sind, entfernt werden! Die Mappen dürfen also auch der Eltviller oder anderen Verwaltungen nicht allein zugängig sein. Jeder muß das auch später verantworten, was er getan hat.“

## Ehrungen
1978 wurde Kapitzke – neben Lord Duncan Sandys und Christian Wallenreiter – vom Deutschen Nationalkomitee für Denkmalschutz mit dem erstmals verliehenen Karl-Friedrich-Schinkel-Ring ausgezeichnet. Im selben Jahr wurde ihm das Bundesverdienstkreuz am Bande verliehen und von seinem langjährigen Widersacher, dem hessischen Minister Heinz-Herbert Karry überreicht. Jahre später verlieh ihm die Stadt Eltville den Eltviller Ehrenteller, den er aber zurückgab – Grund dafür war einerseits die mangelnde Unterstützung, die er im Kampf gegen die Umgehungsstraße seitens der Stadt Eltville erhalten hat, und anderseits die Tatsache, dass dieser alltägliche Preis seinen Leistungen für Eltville nicht gerecht wird. 1989 brachten Eltviller Bürger für Erich Kapitzke und seine Mitstreiter, den Publizisten und Schriftsteller Karl Korn und den Stadtplaner Edmund Gassner, eine Gedenktafel „für ihre großen Verdienste um die Erhaltung des Rheinufers“ an der Rheinmauer der Kurfürstlichen Burg Eltville an.